# Charaxes latona
Charaxes latona är en fjärilsart som beskrevs av Butler 1865. Charaxes latona ingår i släktet Charaxes och familjen praktfjärilar. Inga underarter finns listade i Catalogue of Life.

## Bildgalleri

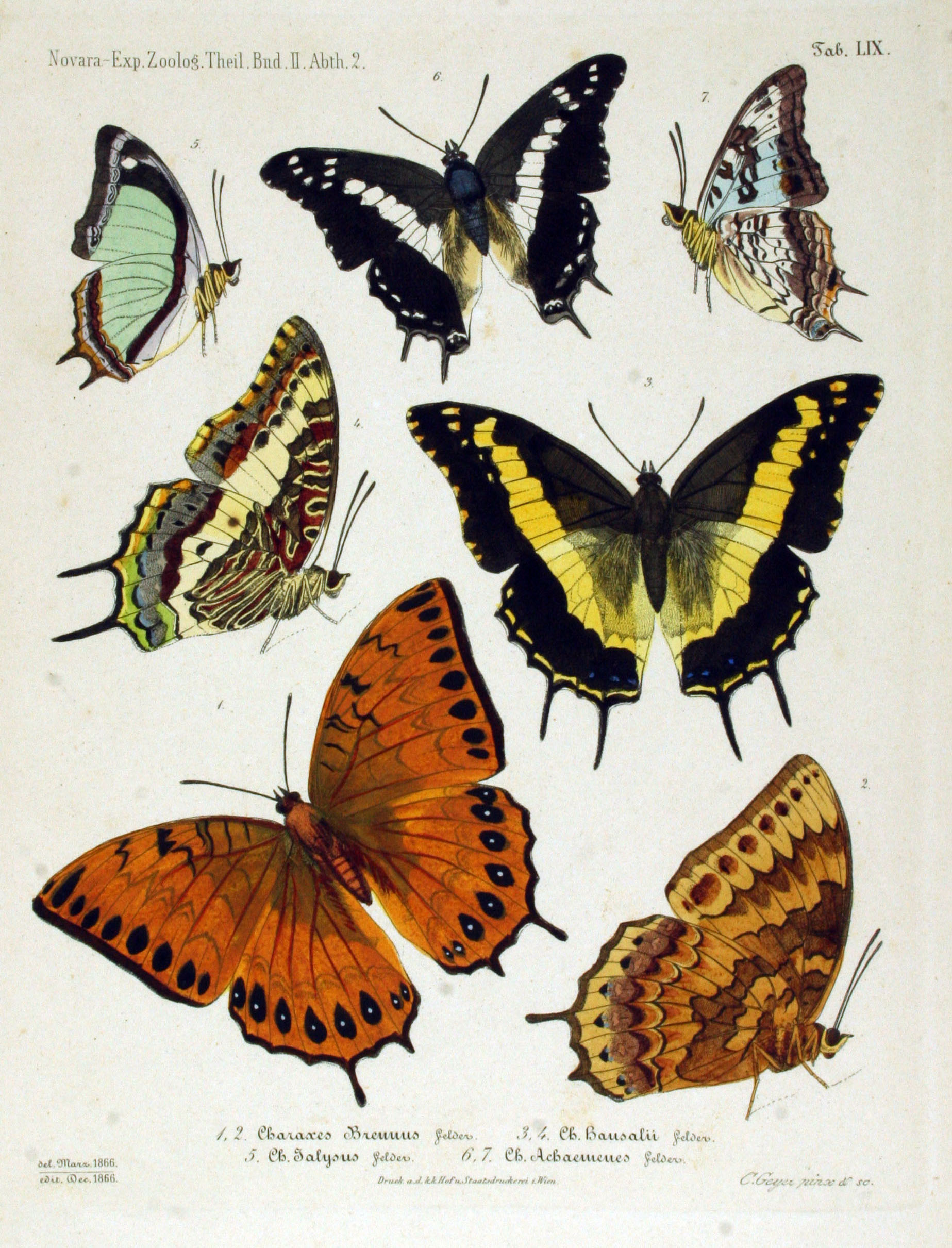
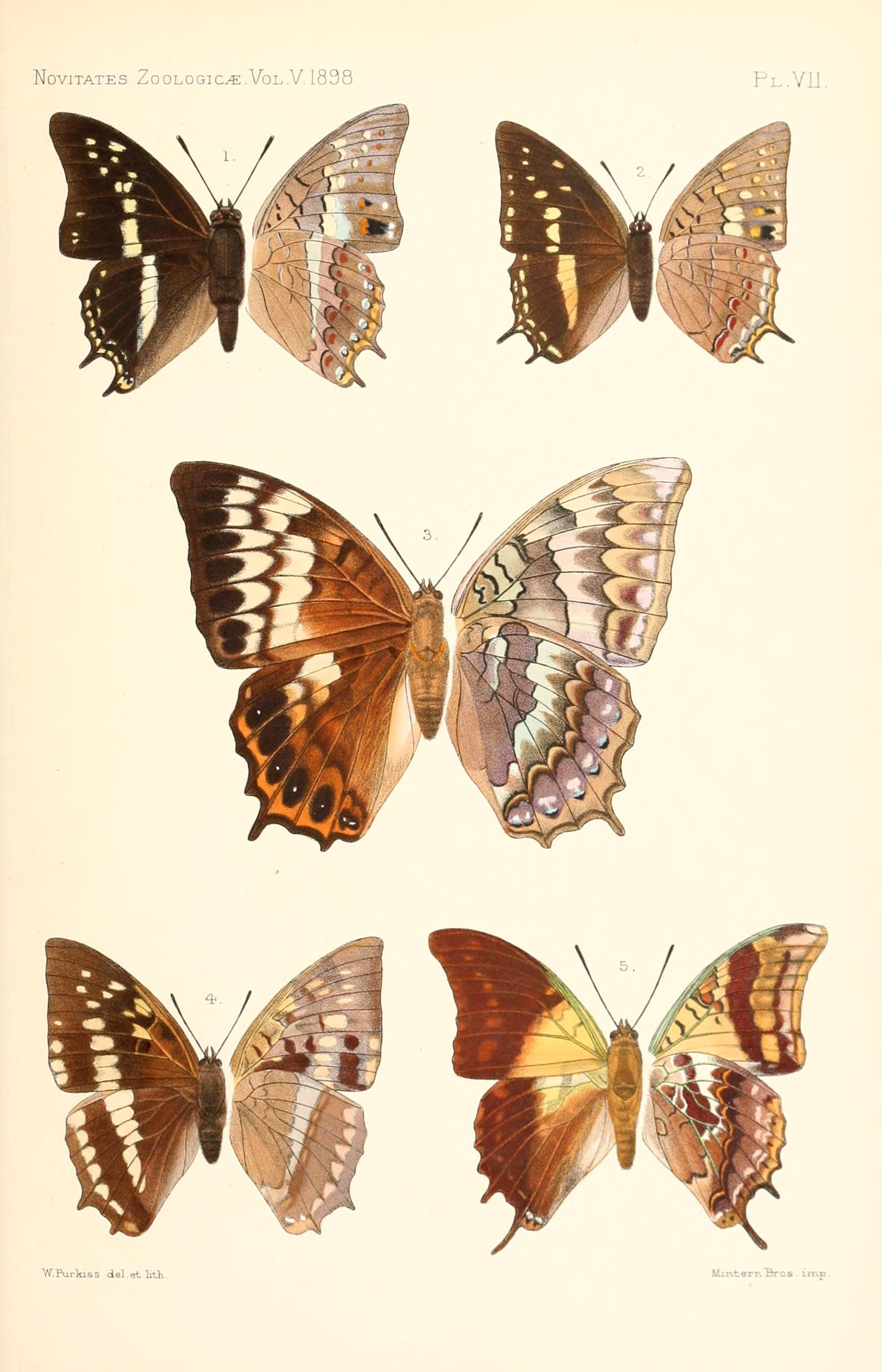
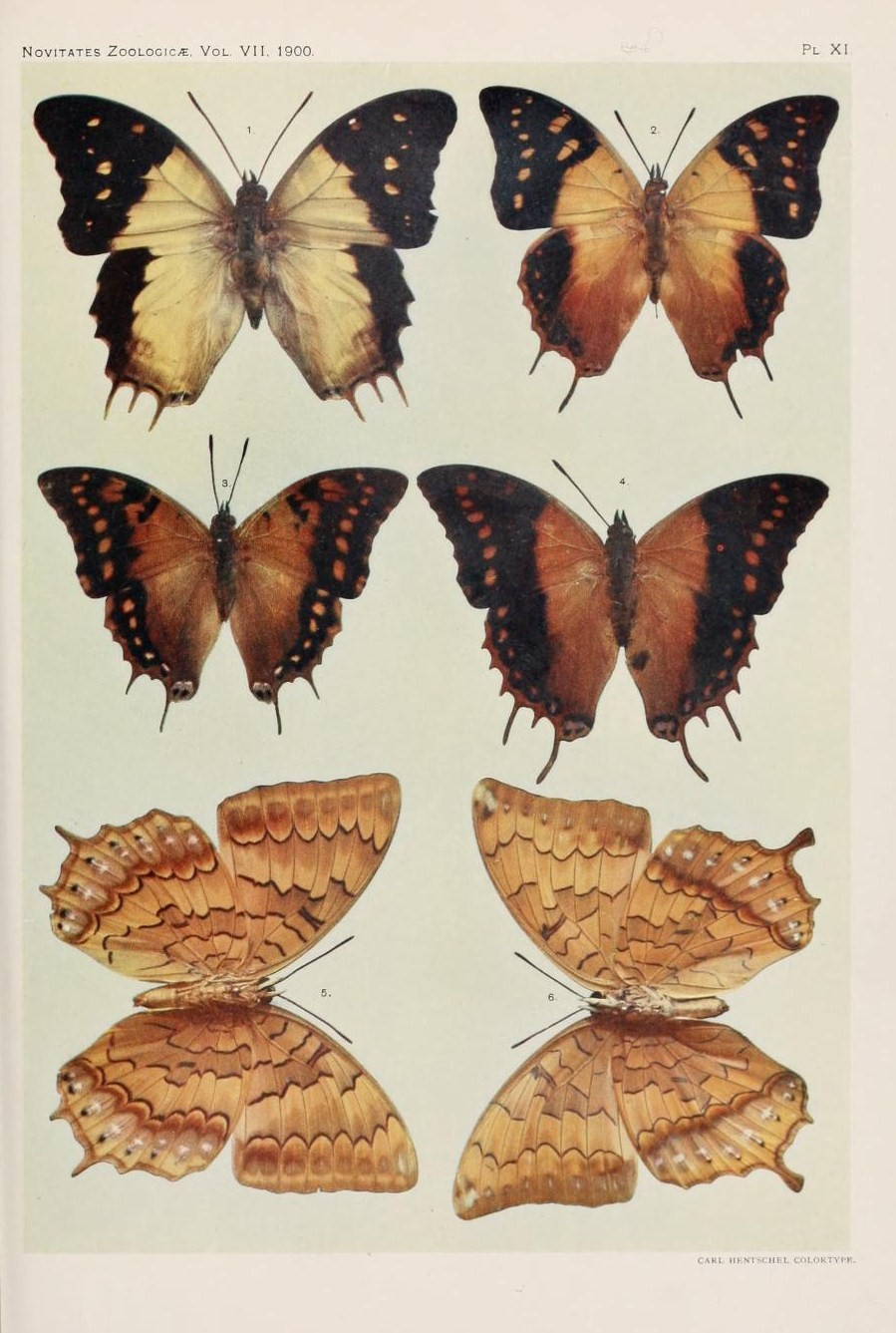